# Ioana Pârvulescu

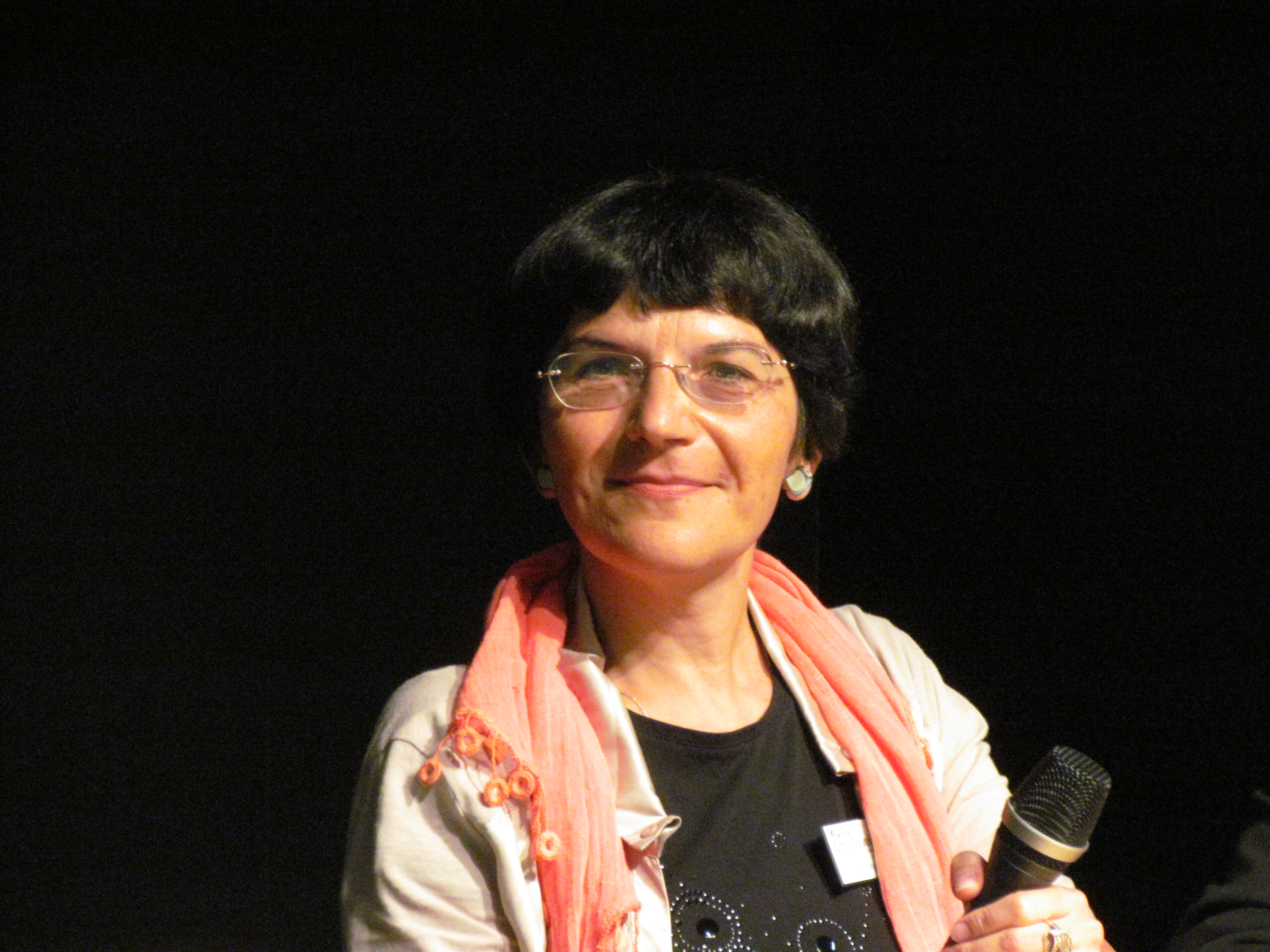
Ioana Pârvulescu

Ioana Pârvulescu (Braşov, 10 gennaio 1960) è una scrittrice e traduttrice rumena.

## Biografia e carriera letteraria
Si è laureata presso la facoltà di Lettere dell'Università di Bucarest (sezione rumena-francese) nel 1983 e ha conseguito il dottorato di ricerca in Filologia nel 1999. Insegna Lettere moderne presso il medesimo ateneo ed è membro dell'Unione degli scrittori di Romania.
Redattrice per la casa editrice Litera București dal 1990 al 1993, è stata critico letterario per la testata România literară dal 1993 al 2010 e ha tradotto in rumeno autori quali Maurice Nadeau, Angelus Silesius e Rainer Maria Rilke.  
Ha esordito come autrice di poesie con la raccolta Lenevind într-un ochi (Con un occhio pigro) nel 1990, per pubblicare nel 2009 il suo primo romanzo, La vita comincia di venerdì (Viața începe vineri), fra i vincitori dell'edizione 2013 del Premio letterario dell'Unione Europea.
Un secondo riconoscimento a livello europeo è giunto nel 2018 con l'assegnazione del premio della giuria nell'ambito del concorso A European Story: EUPL Winners Write Europe al racconto O voce (La voce).
Pârvulescu ha pubblicato altri tre romanzi, Viitorul începe luni (Il futuro comincia di lunedì, 2012), Inocenții (Gli innocenti, 2016) e Prevestirea (La profezia, 2020), attualmente inediti in Italia.

## Romanzi
- La vita comincia di venerdì, Edizioni Voland, Roma, 2020 - ISBN 9788862434140 (Viața începe vineri, 2009 - trad. Mauro Barindi).
- Viitorul începe luni (Il futuro comincia di lunedì, 2012).
- Inocenții (Gli innocenti, 2016).
- Prevestirea (La profezia, 2020).